# Dãy núi Trung Cardamom
Khu vực Dãy núi Trung Cardamom là một khu rừng được bảo vệ rộng 4.010,65 km2 (1.548,52 dặm vuông) ở dãy núi Cardamom của Campuchia .
Nó trải dài qua ba tỉnh và nằm ở hai bên bởi Khu bảo tồn động vật hoang dã Phnom Samkos ở phía tây và Phnom Aural ở phía đông .
Núi Cardamom được người Việt gọi là "núi Đậu Khấu".